# 查理士·凡而儂·波伊斯
查尔斯·弗农·波伊斯爵士, FRS（1855年3月15日—1944年3月30日），英國物理學家，以其精巧而新穎的實驗留名後世。波伊斯发明了熔融石英纤维扭力弹簧，这项发明能让他测量极微小的力量。因这项发明，波伊斯终于被认可为一位科学家。

## 生平
波伊斯在家中排行老八，父親Reverend Charles Boys是路特蘭維因地區英國國教會教堂的副主教。波伊斯先後就讀莫尔伯勒中学與皇家矿业学院。在皇家矿业学院就讀期間，波伊斯向Frederick Guthrie學習物理，同時也自學了高等數學，最後以礦學與冶金學專業畢業。在皇家矿业学院就讀之時，波伊斯曾發明一種機械裝置(它稱為積分繪圖器)用以繪出函數的積分。波伊斯曾在煤礦業工作過很短一陣子，後來他應Frederick Guthrie之聘，擔任了演示員。

## 私人生活
1892年，波伊斯與Marion Amelia Pollock結婚。但Marion Amelia Pollock後來與劍橋數學家Andrew Forsyth有染 ，這個醜聞使得Andrew Forsyth不得不辭去在劍橋擔任的講席。波伊斯於1910年與Marion Amelia Pollock離婚，而Marion Amelia Pollock後來就正式嫁給Andrew Forsyth。